# مایا میلوش
مایا میلوش (سیریلیک صربی: Маја Милош؛ زادهٔ ۱۶ مهٔ ۱۹۸۳) کارگردان فیلم، فیلم‌نامه‌نویس و بازیگر اهل صربستان است.
از فیلم‌هایی که وی در آن‌ها نقش داشته‌است، می‌توان به کلیپ اشاره نمود.